# خوسيه ألمير باروس نيتو
خوسيه ألمير باروس نيتو (هانغل: 조제 아우미르 바호스 네투) هو لاعب كرة قدم كوري جنوبي وبرازيلي في مركز الهجوم، ولد في 22 أغسطس 1985 في Quixadá ‏ في البرازيل. لعب مع أولسان هيونداي والنادي الرياضي المركزي ونادي أميريكانو ونادي إيكاسا ونادي غوياس ونادي غويانغ زايكرو ونادي فيلا نوفا ونادي كورومبا.

## وصلات خارجية
- خوسيه ألمير باروس نيتو على موقع دوري كوريا الجنوبية (الإنجليزية)
- خوسيه ألمير باروس نيتو على موقع قاعدة بيانات كرة القدم.إي يو (الإنجليزية)
- خوسيه ألمير باروس نيتو على موقع Soccerway.com (الإنجليزية)